# Боровицька сільська рада (Чигиринський район)
Борови́цька сільська́ ра́да — колишня адміністративно-територіальна одиниця та орган місцевого самоврядування в Чигиринському районі Черкаської області. Адміністративний центр — село Боровиця.

## Загальні відомості
- Населення ради: 1 561 осіб (станом на 2015 рік)

## Населені пункти
Сільській раді підпорядковані населені пункти:
- с. Боровиця

## Склад ради
Рада складається з 16 депутатів та голови.
- Голова ради: Малиношевський Олександр Іванович
- Секретар ради:

### Керівний склад попередніх скликань
| Прізвище, ім'я, по батькові       | Основні відомості                                                 | Дата обрання | Дата звільнення |
| --------------------------------- | ----------------------------------------------------------------- | ------------ | --------------- |
| Збаразька Тетяна Яківна           | Сільський голова, 1956 року народження, освіта середня спеціальна | 31.10.2010   | 2014            |
| Малиношевський Олександр Іванович | Сільський голова, 1961 року народження, позапартійний             |              |                 |

Примітка: таблиця складена за даними сайту Верховної Ради України

### Депутати
За результатами місцевих виборів 2010 року депутатами ради стали:

#### За суб'єктами висування
| Суб'єкт висування | Кількість обраних депутатів | %   |
| ----------------- | --------------------------- | --- |
| Самовисування     | 16                          | 100 |

#### За округами
| № округу | Прізвище, ім'я, по батькові       | Дата визнання обраним | Освіта             | Партійна приналежність | Відомості про обраного депутата                              |
| -------- | --------------------------------- | --------------------- | ------------------ | ---------------------- | ------------------------------------------------------------ |
| 1        | Ковбасенко Тетяна Степанівна      | 02.11.2010            | вища               | член Партії регіонів   | Боровицький навчально-виховний комплекс, заступник директора |
| 2        | Корженко Віктор Іванович          | 02.11.2010            | вища               | член Партії регіонів   | СТОВ «Дружба», головний бухгалтер                            |
| 3        | Малиношевський Олександр Іванович | 02.11.2010            | вища               | член Партії регіонів   | Боровицький навчально-виховний комплекс, вчитель             |
| 4        | Мироненко Ганна Іванівна          | 02.11.2010            | середня            | член Партії регіонів   | Боровицька сільська рада, секретар                           |
| 5        | Прищепа Людмила Вікторівна        | 02.11.2010            | вища               | член Партії регіонів   | Боровицька дільнична лікарня, фельдшер                       |
| 6        | Щерба Наталія Анатоліївна         | 02.11.2010            | вища               | член Партії регіонів   | Боровицька дільнична лікарня, санітарка                      |
| 7        | Ромаш Володимир Захарович         | 02.11.2010            | вища               | член Партії регіонів   | СТОВ «Дружба», головний інженер                              |
| 8        | Чабан Олексій Григорович          | 02.11.2010            | вища               | член Партії регіонів   | Боровицька дільнична лікарня, головний лікар                 |
| 9        | Чигирик Галина Олександрівна      | 02.11.2010            | вища               | член Партії регіонів   | СТОВ «Дружба», бухгалтер                                     |
| 10       | Микулка Василь Васильович         | 02.11.2010            | вища               | член Партії регіонів   | Церква Різдва Божої матері, ієрей                            |
| 11       | Братцева Ольга Миколаївна         | 02.11.2010            | вища               | позапартійна           | ТОВ АПК «Маїс», завідувач складом                            |
| 12       | Усатий Анатолій Дмитрович         | 14.11.2010            | середня спеціальна | член Партії регіонів   | ЗАТ «Боровицьке», головний бухгалтер                         |
| 13       | Третяк Ірина Вікторівна           | 02.11.2010            | вища               | позапартійна           | тимчасово не працює                                          |
| 14       | Шмиголь Валентина Володимирівна   | 02.11.2010            | вища               | позапартійна           | тимчасово не працює                                          |
| 15       | Поліщук Ольга Іванівна            | 02.11.2010            | вища               | позапартійна           | ПП Даценко В. І., продавець                                  |
| 16       | Дерев'янко Любов Петрівна         | 02.11.2010            | вища               | член Партії регіонів   | ЗАТ «Боровицьке», касир                                      |